# Fredrik Heffermehl
Fredrik Stang Heffermehl, född 11 november 1938 i Rena i Innlandet fylke, död 21 december 2023, var en norsk advokat, författare och fredsaktivist. Han var vicepresident för Internationella fredsbyrån och hederspresident för Norges fredsråd.

## Biografi
Heffermehl är utbildad jurist från Universitetet i Oslo. Från 1965 arbetade han som advokat och tog en Master degree vid  New York University 1970. Från 1980 till  var han den första generalsekreteraren för Human-Etisk Forbund. Han har också varit advokat och varit biträdande direktör för konsumentombudsmannen.

## Kritisk bok om Nobels fredspris
2008 lanserade Heffermehl boken Nobels vilja, där han analyserade Nobels testamente och vad Nobel måste ha menat med orden folkens förbrödrande, avskaffande eller minskning av stående arméer  och bildande och spridande av fredskongresser. Enligt Heffermehl visar en historisk och juridisk analys att den Norska Nobelkommittén är skyldig att respektera att Alfred Nobel ville upprätta ett pris för aktivt fredsarbete och för en ny internationell rättsordning där stater säkert skulle kunna avskaffa sina militära system. Han anser att Nobelkommittén missförstått sin uppgift, när den har valt att tolka termen fredspris istället för att titta på orden Nobel använde och hans specifika syfte med priset.
2020 kom boken Medaljens bakside på norska. Det är en uppgörelse med hur Nobelkommitén har förvaltat arvet efter Alfred Nobel.
| ”                                     | Den norske forvaltningen av Nobels fredsvisjon er et totalhavari | „ |
| – Fredrik Heffermehl, 16 oktober 2020 |                                                                  |   |

Heffermehl har i flera år uppmanat Stortinget att ge klara direktiv till för valet av kandidater till fredspriset.